# Scobinancistrus
Genre
Scobinancistrus est un genre de poissons de la famille des loricariidae. Ils sont parfois qualifiés de "plécos solaires".
Scobiancistrus vient du latin scobis, qui signifie "sciure", et du nom de genre Ancistrus.

## Biologie et écologie

### Description
L'espèce la plus connue du genre est Scobinancistrus aureatus, ou L014 "Sunshine Pleco". Il s'agit d'un poisson à la robe brun-beige tachetée de gros points jaune d'or, et avec des nageoires jaune vif.
Les Scobinancistrus possèdent une denture similaire à celle des Panaque, formée de grosses dents recourbées, en forme de cuillère. Cependant, à la différence de ces derniers, les Scobinancistrus ne sont pas xylophages, et n'utilisent pas leurs dents à la manière d'un rabot, pour râper le bois : Ce sont des poissons essentiellement carnivores.

## Maintenance en aquarium
| Origine         | Amérique du Sud                | Eau           | douce             |
| Dureté de l'eau | faible °GH                     | pH            | acide (5,8 à 6,8) |
| Température     | 28 °C minimum °C               | Volume mini.  | 600L              |
| Alimentation    | omnivore à dominance carnivore | Taille adulte | 30 cm             |
| Reproduction    |                                | Zone occupée  | poisson de fond   |
| Sociabilité     | sociable                       | Difficulté    | délicat           |

Les Scobinancistrus comptent parmi les loricariidae les plus colorés; cependant, leur maintenance est délicate, car nécessitant un grand volume et une température élevée.
En raison de leurs exigences, et de leur tempérament agréable, ils peuvent constituer de bons compagnons dans un bac à Discus, par exemple.
Comme pour beaucoup de loricariidae, une maintenance en petit groupe (4 ou 5 individus) est préférable, pour peu que le bac soit convenablement agencé en termes de décor, roches, racines...
Principalement carnivores, les Scobinancistrus acceptent quasiment tous les aliments du commerce pour poisson de fond, à compléter par des vers de vase, chair de moule, de poissons, de crevettes, gros vers de terreau...

## Liste des espèces
Deux espèces sont actuellement (2009) décrites. Comme pour beaucoup de loricariidae, un certain nombre de Scobinancistrus non encore décrits scientifiquement sont commercialisés sous un numéro de code (L-number)
- Scobinancistrus aureatus Burgess 1994 - Pléco solaire, Sunshine Pleco - L014
- Scobinancistrus pariolispos Isbrücker & Nijssen, 1989
- Scobinancistrus sp cf pariolispos (espèce non décrite) - L048
- Scobinancistrus sp (espèce non décrite) - L133
- Scobinancistrus sp (espèce non décrite) - L253
- Scobinancistrus sp (espèce non décrite) - L362
- Scobinancistrus sp (espèce non décrite) - L368